# Eriozona syrphoides
Eriozona syrphoides (лат.) — вид мух-журчалок из подсемейства Syrphinae.

## Распространение
Встречается в Норвегии, Швеции, от юга Финляндии до Франции (Альпы и Вогезы), от Британских островов на восток через Центральную Европу и север Италии (Аоста) в европейскую Россию и от Сибири до Тихого океана.
На континентальной Европе Eriozona syrphoides  часто встречается в Альпах, Вогезах и в Швейцарии. Также довольно часто встречается в горах Арденны (Бельгия), в Нидерландах и рассеянно населяет большую часть сельской местности Дании. В Британии впервые был замечен в 1968 году в Уэльсе; вскоре был найден на много дальше на южных побережьях Англии и шотландском нагорье Инвернесс. Сейчас он везде в Ирландии, где есть сосновые рощи.

## Описание
Журчалка длиной 13,2—15,5 мм, длина крыла — 12 мм. Лицо жёлтого цвета. Крылья с тёмным серединным пятном. R4+5 почти прямая. Тело чёрное в густых длинных волосках. Среднеспинка между основаниями крыльев с широкой перевязью чёрных волосков, на лбу и в задней части в жёлтых. Второй и третий тергиты чёрные, в волосках чёрного цвета. Брюшко широкое; вершина брюшка часто оранжево-красная, в рыжих волосках.

## Экология и местообитания
Личинки этого вида — хищники, и охотятся на тлю рода — Cinara; они охотятся обитая на елях (Picea). Eriozona syrphoides предпочитает леса, в которых доминируют сосны (Pinus) и пихта (Abies). Взрослая муха предпочитает цветки следующих таксонов: зонтичные (Apiaceae), бодяк (Cirsium), боярышник (Crataegus), кипрей (Epilobium), рябина обыкновенная (Sorbus aucuparia), борщевик обыкновенный (Heracleum sphondylium), сивец (Succisa) и валериана (Valeriana).
Муха встречается с мая по октябрь, пик численности выпадает на конец мая и до середины июня и с конца августа по начало сентября. Найти её можно на опушках лесов.

### Естественные враги
На личинок могут охотиться некоторые виды наездников из семейства Ichneumonidae.